# Michael Marx (cyclisme)
Pour les articles homonymes, voir Marx et Michael Marx.
Michael Marx, né le 7 février 1960 à Hambourg, est un coureur cycliste allemand. Il a été champion du monde de poursuite par équipes amateur en 1983 et médaillé de bronze de cette discipline aux Jeux olympiques de 1984.

## Palmarès sur piste

### Jeux olympiques
- Los Angeles 1984
  -  Médaillé de bronze de la poursuite par équipes

### Championnats du monde
- 1978
  -  Médaillé d'argent de la course aux points junior
- Leicester 1982
  -  Médaillé d'argent de la poursuite par équipes amateur
- Zurich 1983
  -  Champion du monde de poursuite par équipes amateur

### Championnats nationaux
- 1984
  - Champion d'Allemagne de poursuite par équipes amateur

## Palmarès sur route
- 1978
  - Drei Etappen Rundfahrt
- 1981
  - Tour de Berlin
  - Tour de la Nouvelle-Calédonie
- 1982
  - 3e du championnat d'Allemagne du contre-la-montre par équipes
- 1983
  - Champion d'Allemagne du contre-la-montre par équipes
  - 5e étape du Tour de Basse-Saxe
  - 2ea et 2eb étapes du Tour du Limbourg amateurs
- 1984
  - 6e étape du Tour de Basse-Saxe